# Odo de Saint-Maur-des-Fossés
Odo de Saint-Mour-des-Fossés, födelseår okänt, död 1030 i Saint-Maur-des-Fossés, var en fransk musikteoretiker, trolig författare till tre musikteoretiska verk om tonintervall, tonskalor, monokord och orgelpipor:
- Dialogues de musica
- Enchiridion musices
- Musicae artis disciplina

Dessa verk har tidigare tillskrivits Odo de Cluny och lade bland annat grunder för notskrift som utvecklades av den medeltida musikologen Guido av Arezzo. Odo de Saint-Mour-des-Fossés notation var fortfarande bokstavsbaserad.